# We like to party! (the Vengabus)
We like to party! (the Vengabus) is de vierde single van de Nederlandse popgroep Vengaboys.

## Achtergrond
Het was de eerste van een reeks van vijf singles die een topdriehit bereikte in de Nederlandse Top 40. Het nummer bevat een sample van When the Going Gets Tough, the Tough Get Going van Billy Ocean ("I've got something to tell ya, I've got news for you, Gonna put some wheels in motion"). Het nummer werd in mei 1998 uitgebracht en stond tegelijkertijd met Up & Down in die hitlijst. In Vlaanderen stond het nummer 7 weken op de eerste plaats in de Ultratop 50.
Aanvankelijk was er het verhaal dat twee dj's, DJ Delmundo en Danski, met een oude schoolbus de stranden van Spanje onveilig maakten. Deze zogenoemde jaren '60-Vengabus komt dus voor in deze hitsingle. De single werd bekroond met een gouden status, evenals het album Up & Down - The Party album! dat een maand eerder was uitgebracht.
Robin Pors gaf op 30 april 2013 aan trots te zijn op het succes in de VS, waar de single de 26e positie in de hitlijst behaalde: De enige gouden plaat die bij mij in huis hangt is die van onze hit in Amerika. In 1999 volgde een tour van zes weken door de VS met Ricky Martin, *NSYNC, Britney Spears en Christina Aguilera.
Six Flags heeft dit nummer een tijdje gebruikt voor hun reclames.

## Hitlijst
Dancesmash op Radio 538

### Nederlandse Top 40
| We like to party! in de Nederlandse Top 40 (23/05/1998 t.e.m. 21/11/1998) | We like to party! in de Nederlandse Top 40 (23/05/1998 t.e.m. 21/11/1998) | We like to party! in de Nederlandse Top 40 (23/05/1998 t.e.m. 21/11/1998) | We like to party! in de Nederlandse Top 40 (23/05/1998 t.e.m. 21/11/1998) | We like to party! in de Nederlandse Top 40 (23/05/1998 t.e.m. 21/11/1998) | We like to party! in de Nederlandse Top 40 (23/05/1998 t.e.m. 21/11/1998) | We like to party! in de Nederlandse Top 40 (23/05/1998 t.e.m. 21/11/1998) | We like to party! in de Nederlandse Top 40 (23/05/1998 t.e.m. 21/11/1998) | We like to party! in de Nederlandse Top 40 (23/05/1998 t.e.m. 21/11/1998) | We like to party! in de Nederlandse Top 40 (23/05/1998 t.e.m. 21/11/1998) | We like to party! in de Nederlandse Top 40 (23/05/1998 t.e.m. 21/11/1998) | We like to party! in de Nederlandse Top 40 (23/05/1998 t.e.m. 21/11/1998) | We like to party! in de Nederlandse Top 40 (23/05/1998 t.e.m. 21/11/1998) | We like to party! in de Nederlandse Top 40 (23/05/1998 t.e.m. 21/11/1998) | We like to party! in de Nederlandse Top 40 (23/05/1998 t.e.m. 21/11/1998) | We like to party! in de Nederlandse Top 40 (23/05/1998 t.e.m. 21/11/1998) | We like to party! in de Nederlandse Top 40 (23/05/1998 t.e.m. 21/11/1998) | We like to party! in de Nederlandse Top 40 (23/05/1998 t.e.m. 21/11/1998) | We like to party! in de Nederlandse Top 40 (23/05/1998 t.e.m. 21/11/1998) | We like to party! in de Nederlandse Top 40 (23/05/1998 t.e.m. 21/11/1998) | We like to party! in de Nederlandse Top 40 (23/05/1998 t.e.m. 21/11/1998) | We like to party! in de Nederlandse Top 40 (23/05/1998 t.e.m. 21/11/1998) | We like to party! in de Nederlandse Top 40 (23/05/1998 t.e.m. 21/11/1998) | We like to party! in de Nederlandse Top 40 (23/05/1998 t.e.m. 21/11/1998) |
| Week:                                                                     | 1                                                                         | 2                                                                         | 3                                                                         | 4                                                                         | 5                                                                         | 6                                                                         | 7                                                                         | 8                                                                         | 9                                                                         | 10                                                                        | 11                                                                        | 12                                                                        | 13                                                                        | 14                                                                        | 15                                                                        | 16                                                                        | 17                                                                        | 18                                                                        | 19                                                                        | 20                                                                        | 21                                                                        | 22                                                                        |                                                                           |
| ------------------------------------------------------------------------- | ------------------------------------------------------------------------- | ------------------------------------------------------------------------- | ------------------------------------------------------------------------- | ------------------------------------------------------------------------- | ------------------------------------------------------------------------- | ------------------------------------------------------------------------- | ------------------------------------------------------------------------- | ------------------------------------------------------------------------- | ------------------------------------------------------------------------- | ------------------------------------------------------------------------- | ------------------------------------------------------------------------- | ------------------------------------------------------------------------- | ------------------------------------------------------------------------- | ------------------------------------------------------------------------- | ------------------------------------------------------------------------- | ------------------------------------------------------------------------- | ------------------------------------------------------------------------- | ------------------------------------------------------------------------- | ------------------------------------------------------------------------- | ------------------------------------------------------------------------- | ------------------------------------------------------------------------- | ------------------------------------------------------------------------- | ------------------------------------------------------------------------- |
| Positie:                                                                  | 25                                                                        | 15                                                                        | 4                                                                         | 3                                                                         | 2                                                                         | 2                                                                         | 4                                                                         | 4                                                                         | 5                                                                         | 5                                                                         | 7                                                                         | 11                                                                        | 12                                                                        | 15                                                                        | 17                                                                        | 19                                                                        | 15                                                                        | 16                                                                        | 20                                                                        | 24                                                                        | 29                                                                        | 33                                                                        | uit                                                                       |

### Vlaamse Ultratop 50
| We like to party! in de Vlaamse Ultratop 50 (08/08/1998 t.e.m. 26/12/1998) | We like to party! in de Vlaamse Ultratop 50 (08/08/1998 t.e.m. 26/12/1998) | We like to party! in de Vlaamse Ultratop 50 (08/08/1998 t.e.m. 26/12/1998) | We like to party! in de Vlaamse Ultratop 50 (08/08/1998 t.e.m. 26/12/1998) | We like to party! in de Vlaamse Ultratop 50 (08/08/1998 t.e.m. 26/12/1998) | We like to party! in de Vlaamse Ultratop 50 (08/08/1998 t.e.m. 26/12/1998) | We like to party! in de Vlaamse Ultratop 50 (08/08/1998 t.e.m. 26/12/1998) | We like to party! in de Vlaamse Ultratop 50 (08/08/1998 t.e.m. 26/12/1998) | We like to party! in de Vlaamse Ultratop 50 (08/08/1998 t.e.m. 26/12/1998) | We like to party! in de Vlaamse Ultratop 50 (08/08/1998 t.e.m. 26/12/1998) | We like to party! in de Vlaamse Ultratop 50 (08/08/1998 t.e.m. 26/12/1998) | We like to party! in de Vlaamse Ultratop 50 (08/08/1998 t.e.m. 26/12/1998) | We like to party! in de Vlaamse Ultratop 50 (08/08/1998 t.e.m. 26/12/1998) | We like to party! in de Vlaamse Ultratop 50 (08/08/1998 t.e.m. 26/12/1998) | We like to party! in de Vlaamse Ultratop 50 (08/08/1998 t.e.m. 26/12/1998) | We like to party! in de Vlaamse Ultratop 50 (08/08/1998 t.e.m. 26/12/1998) | We like to party! in de Vlaamse Ultratop 50 (08/08/1998 t.e.m. 26/12/1998) | We like to party! in de Vlaamse Ultratop 50 (08/08/1998 t.e.m. 26/12/1998) | We like to party! in de Vlaamse Ultratop 50 (08/08/1998 t.e.m. 26/12/1998) | We like to party! in de Vlaamse Ultratop 50 (08/08/1998 t.e.m. 26/12/1998) | We like to party! in de Vlaamse Ultratop 50 (08/08/1998 t.e.m. 26/12/1998) | We like to party! in de Vlaamse Ultratop 50 (08/08/1998 t.e.m. 26/12/1998) | We like to party! in de Vlaamse Ultratop 50 (08/08/1998 t.e.m. 26/12/1998) | We like to party! in de Vlaamse Ultratop 50 (08/08/1998 t.e.m. 26/12/1998) |
| Week:                                                                      | 1                                                                          | 2                                                                          | 3                                                                          | 4                                                                          | 5                                                                          | 6                                                                          | 7                                                                          | 8                                                                          | 9                                                                          | 10                                                                         | 11                                                                         | 12                                                                         | 13                                                                         | 14                                                                         | 15                                                                         | 16                                                                         | 17                                                                         | 18                                                                         | 19                                                                         | 20                                                                         | 21                                                                         |                                                                            |                                                                            |
| -------------------------------------------------------------------------- | -------------------------------------------------------------------------- | -------------------------------------------------------------------------- | -------------------------------------------------------------------------- | -------------------------------------------------------------------------- | -------------------------------------------------------------------------- | -------------------------------------------------------------------------- | -------------------------------------------------------------------------- | -------------------------------------------------------------------------- | -------------------------------------------------------------------------- | -------------------------------------------------------------------------- | -------------------------------------------------------------------------- | -------------------------------------------------------------------------- | -------------------------------------------------------------------------- | -------------------------------------------------------------------------- | -------------------------------------------------------------------------- | -------------------------------------------------------------------------- | -------------------------------------------------------------------------- | -------------------------------------------------------------------------- | -------------------------------------------------------------------------- | -------------------------------------------------------------------------- | -------------------------------------------------------------------------- | -------------------------------------------------------------------------- | -------------------------------------------------------------------------- |
| Positie:                                                                   | 35                                                                         | 25                                                                         | 15                                                                         | 3                                                                          | 2                                                                          | 1'                                                                         | 1'                                                                         | 1'                                                                         | 1'                                                                         | 1'                                                                         | 1'                                                                         | 1'                                                                         | 4                                                                          | 5                                                                          | 10                                                                         | 15                                                                         | 22                                                                         | 26                                                                         | 31                                                                         | 41                                                                         | 49                                                                         | uit                                                                        |                                                                            |